# Lautaro Arellano
Lautaro Arellano (General Pacheco, Buenos Aires, Argentina; 17 de abril de 1997) es un futbolista argentino. Juega como mediocampista y su equipo actual es Fénix de la Primera B de Argentina.

## Trayectoria

### Inicios
Llegó a River en el 2006, con apenas 9 años. Por entonces, jugaba de delantero en el club de baby Virreyes y fue el único que superó el examen de los nueve chicos que fueron evaluados. En el 2010 (todavía en pre-novena), el entrenador de la categoría lo hizo retroceder unos metros y de ahí en más comenzó a jugar de volante central. 

"Me gusta  jugar más como doble cinco, que mi compañero se quede y yo me mande más al ataque"
Lautaro Arellano, La Máquina Radio.

Con su categoría (1997) salió campeón en octava y sexta división. En el primer semestre de 2015 debutó en la reserva de la mano de Facundo Villalba y pocos meses después realizó su primera pretemporada con el plantel profesional en Los Cardales, bajo las órdenes de Marcelo Gallardo.

### River Plate
Realizó su debut en la última fecha del Campeonato de Primera División 2015 en la derrota de su equipo por 2-0 frente Newells Old Boys.

## Estadísticas

### Clubes
- Actualizado hasta el 18 de agosto de 2017.

| Club | Div.                | Temporada           | Liga  | Liga  | Liga   | Copas Nacionales(1) | Copas Nacionales(1) | Copas Nacionales(1) | Torneos Internacionales(2) | Torneos Internacionales(2) | Torneos Internacionales(2) | Total | Total | Total  | Medida goleadora(3) |
| Club | Div.                | Temporada           | Part. | Goles | Asist. | Part.               | Goles               | Asist.              | Part.                      | Goles                      | Asist.                     | Part. | Goles | Asist. | Medida goleadora(3) |
| --- | ------------------- | ------------------- | ----- | ----- | ------ | ------------------- | ------------------- | ------------------- | -------------------------- | -------------------------- | -------------------------- | ----- | ----- | ------ | ------------------- |
| River Plate Argentina |                     |                     |       |       |        |                     |                     |                     |                            |                            |                            |       |       |        |                     |
| 1.ª | 2015                | 1                   | 0     | 0     | 0      | 0                   | 0                   | 0                   | 0                          | 0                          | 1                          | 0     | 0     | 0,00   |                     |
| 1.ª | 2016                | 0                   | 0     | 0     | 0      | 0                   | 0                   | 0                   | 0                          | 0                          | 0                          | 0     | 0     | 0,00   |                     |
| 1.ª | 2016-17             | 0                   | 0     | 0     | 0      | 0                   | 0                   | 0                   | 0                          | 0                          | 0                          | 0     | 0     | 0,00   |                     |
| Total club | Total club          | 1                   | 0     | 0     | 0      | 0                   | 0                   | 0                   | 0                          | 0                          | 1                          | 0     | 0     | 0,00   |                     |
| Estudiantes Argentina |                     |                     |       |       |        |                     |                     |                     |                            |                            |                            |       |       |        |                     |
| 1.ª | 2017-18             | 0                   | 0     | 0     | 0      | 0                   | 0                   | 0                   | 0                          | 0                          | 0                          | 0     | 0     | 0,00   |                     |
| Total club | Total club          | 0                   | 0     | 0     | 0      | 0                   | 0                   | 0                   | 0                          | 0                          | 0                          | 0     | 0     | 0,00   |                     |
| Total en su carrera | Total en su carrera | Total en su carrera | 1     | 0     | 0      | 0                   | 0                   | 0                   | 0                          | 0                          | 0                          | 1     | 0     | 0      | 0,00                |
| (1) Las copas nacionales se refiere a la Copa Argentina. (2) Las copas internacionales se refiere a la Copa Sudamericana. (3) Media de goles por encuentro. No incluye goles en partidos amistosos. |                     |                     |       |       |        |                     |                     |                     |                            |                            |                            |       |       |        |                     |